# Espirito Santo Trophy
De Espirito Santo Trophy  is een internationaal golftoernooi voor amateurs en wordt om het jaar door landenteams gespeeld. De teams bestaan uit drie speelsters. De landenteams spelen 4 rondes van 18 holes strokeplay. Per ronde tellen de scores van de beste twee speelsters van het team.
| Jaar | Winnaar          | Baan                                                  | Nederlands team                                                                                        | Belgisch team                                                                 |
| ---- | ---------------- | ----------------------------------------------------- | --- | ----------------------------------------------------------------------------- |
| 2016 |                  | Australië                                             | |                                                                               |
| 2014 | Australië        | Karuizawa 72 Golf East, Japan                         | Anne van Dam, Romy Meekers, Dewi Weber Nederland eindigt op de 19de plaats                             | Manon De Roey, Fanny Cnops, Leslie Cloots België eindigt op de T22 ste plaats |
| 2012 | Zuid-Korea       | Gloria Golf Club, Antalya, Turkije                    | Anne van Dam, Ileen Domela Nieuwenhuis en Charlotte Puts Nederland eindigt op de 20ste plaats.         |                                                                               |
| 2010 | Zuid-Korea       | Buenos Aires Golf Club & Olivos Golf Club, Argentinië | |                                                                               |
| 2008 | Zweden           | The Grange Golfclub, Adelaide                         | Christel Boeljon, Marieke Nivard en Dewi-Claire Schreefel Nederland eindigt op de 8ste plaats.         |                                                                               |
| 2006 | Zuid-Afrika      | Stellenbosch Golf Club, Kaapstad                      | Christel Boeljon, Marjet van der Graaff en Dewi-Claire Schreefel Nederland eindigde op de 11de plaats. |                                                                               |
| 2004 | Zweden           | Rio Mar Country Club, Río Grande                      | |                                                                               |
| 2002 | Australië        | Saujana Golf & Country Club, Kuala Lumpur             | |                                                                               |
| 2000 | Frankrijk        | Sporting Club Berlin, Berlijn                         | |                                                                               |
| 1998 | Verenigde Staten | Prince of Wales Country Club, Santiago                | |                                                                               |
| 1996 | Zuid-Korea       | St Helena Golfclub, Manilla                           | |                                                                               |
| 1994 | Verenigde Staten | Le Golf National, Guyancourt, Parijs                  | |                                                                               |
| 1992 | Spanje           | Marine Drive Golf Club, Vancouver                     | |                                                                               |
| 1990 | Verenigde Staten | Russley Golf Club, Christchurch                       | |                                                                               |
| 1988 | Verenigde Staten | Royal Drottningholm Golf Club, Stockholm              | |                                                                               |
| 1986 | Spanje           | Lagunita Country Club, Caracas                        | |                                                                               |
| 1984 | Verenigde Staten | Hong Kong Golf Club, Hongkong                         | |                                                                               |
| 1982 | Verenigde Staten | Golf Club de Genève, Genève                           | |                                                                               |
| 1980 | Verenigde Staten | Pinehurst Resort, Pinehurst                           | |                                                                               |
| 1978 | Australië        | Pacific Harbour Golf & Country Club, Suva             | |                                                                               |
| 1976 | Verenigde Staten | Vilamoura Golf Club, Portimão                         | |                                                                               |
| 1974 | Verenigde Staten | Casa de Campo, La Romana                              | |                                                                               |
| 1972 | Verenigde Staten | The Hundu Country Club, Buenos Aires                  | |                                                                               |
| 1970 | Verenigde Staten | Club de Campo, Madrid                                 | |                                                                               |
| 1968 | Verenigde Staten | Victoria Golf Club, Cheltenham                        | |                                                                               |
| 1966 | Verenigde Staten | Mexico City Golf Club, Mexico-Stad                    | België werd 4de                                                                                        |                                                                               |
| 1964 | Frankrijk        | Golf de Saint Germain, Saint-Germain-en-Laye          | |                                                                               |